# 暗腹朱翅雀
, 1902
}}
暗腹朱翅雀（学名：Cryptospiza jacksoni）是常见于非洲的一种梅花雀。其全球分布范围约为78,000平方千米。
暗腹朱翅雀分布于布隆迪、刚果民主共和国、卢旺达和乌干达。
暗腹朱翅雀的种名是为了纪念英国探险家弗雷德里克·约翰·杰克逊。